# بلمبرگ
شهر بلمبرگ در ایالت نوردراین-وستفالن در کشور آلمان واقع شده است.